# Alkohologia
Alkohologia, alkoholologia (alkohol + gr. logos ‘nauka’) – dział medycyny zajmujący się badaniem wpływu etanolu (alkoholu etylowego) na organizm, zwłaszcza skutków jego nadmiernego spożywania.